# Želva zubatá
Želva zubatá (Cyclemys dentata) patří mezi sladkovodní želvy a je druhem rodu Cyclemys, který má celkem 7 druhů.

## Popis
Karapax má dlouhý až 25 cm. Krunýř má velmi plochý a oválný. Pohlaví je obtížné rozlišit. Samec má kořen ocasu silnější. Barva karapaxu dospělců je hnědá a bez kresby. Barva plastronu je světle až tmavě hnědá s tmavými pruhy na každém štítku. U starších želv nahrazuje pevné spojení horní a dolní části krunýře tkáň dovolující zaklapnutí při nebezpečí. Hlava i končetiny mají hnědou barvu a tečky šedé barvy. Na hlavě má méně výrazné okrové či červeno-růžové pruhy. Na prstech má silné a ostré drápy.

## Potrava
Patří mezi všežravé želvy. Živí se vodními rostlinami, bezobratlými živočichy a drobnými rybkami. V zajetí jí i mleté maso, vnitřnosti, ryby, hmyz, granule, i vařené vajíčka, sladké ovoce, listy salátu a pampelišky.

## Reprodukce
Samice klade většinou 2–4 vejce, která mají tvrdou skořápku a podlouhlý tvar. Vejce zahrabává do půdy, často do písku. Inkubační doba trvá 80 dní. Mláďata mají okraj krunýře výrazně zubatý, s tím také souvisí jméno želvy. Mláďata jsou převážně masožravci, všežravci se stávají až postupně, jak rostou. Odchov mláďat není častý, ale možný je.

## Výskyt
Je velice přizpůsobivá, lze ji najít i ve výškách až 1000 m n. m. Obývá především jihovýchodní Asii, a to od území od Indie až po Vietnam, Indonésii až Filipíny. Žije hlavně v horských lesích, v mělkých tůních, zatopených polích a loukách, potocích s břehy s hustým rostlinným porostem, který je bohatý na vodní hmyz a ryby. Upřednostňuje vody stojaté. V dospělosti přebývá převážně ve vodě jako většina vodních želv, občas se sluní na břehu.